# Чемпіонат Італії з футболу серед жінок
Чемпіонат Італії з футболу серед жінок (італ. Campionato italiano di calcio femminile), або Жіноча Серія А (італ. Serie A Femminile)) — вища футбольна ліга серед жінок у Італії. Ліга складається з 10-ти команд і є еквівалентом чоловічої Серії А. Після кожного сезону найгірші команди переводяться в Серію В, а їх місця займають найсильніші команди другого дивізіону. Дві найсильніші команди Серії А за підсумками кожного сезону кваліфікуються для участі в жіночій Лізі чемпіонів УЄФА.

## Історія
Перший сезон був зіграний у 1968 році і був організований окремо двома окремими федераціями FICF та UISP, які визначали власних чемпіонів. Лише з 1974 року ігри стали проводитись у єдиному чемпіонаті егідою FFIUGC. З сезону 1986/87 по 2017/18 турнір організувала Federazione Italiana Giuoco Calcio — Lega Nazionale Dilettanti (FIGC-LND). З сезону 2018/19 турніром керує жіночий футбольний дивізіон FIGC. В різні роки формат і кількість учасників змінювалась від 10 до 16 команд.
У 2020 році Італійська футбольна федерація ухвалила рішення про поступовий перехід до професіонального статусу, який повністю мав бути досягнений з сезону 2022/23 років. З цього розіграшу кількість команд була зменшена з 12 до 10, а також було прибране обмеження зарплат, що дозволило командам платити своїм гравцям вищу заробітну плату. Крім того футболістки стали першими повністю професійними спортсменками в Італії.

## Чемпіони
| No. | Сезон           | Чемпіон                            |
| --- | --------------- | ---------------------------------- |
| 1   | 1968 (FICF)     | «Дженова» (1)                      |
| 1   | 1968 (UISP)     | «Болонья» (1)                      |
| 2   | 1969 (FICF)     | «АКФ Рома» (1)                     |
| 2   | 1969 (UISP)     | «Болонья» (2)                      |
| 3   | 1970 (FFIGC)    | «Гоммагомма» (1)                   |
| 3   | 1970 (FICF)     | «Реал Торіно» (1)                  |
| 4   | 1971 (FFIGC)    | «П'яченца» (1)                     |
| 4   | 1971 (FICF)     | «Реал Ювентус» (1)                 |
| 5   | 1972 (FFIUAGC)  | «Падова» (1)                       |
| 6   | 1973 (FFIUGC)   | «Падова» (2)                       |
| 6   | 1973 (FICF)     | «Мілано» (2)                       |
| 7   | 1974 (FFIUGC)   | «Фалькі Астро Монтекатіні» (1)     |
| 8   | 1975 (FIGCF)    | «УСФ Мілан» (3)                    |
| 9   | 1976 (FIGCF)    | «Вальдобб'ядене» (1)               |
| 10  | 1977 (FIGCF)    | «Діадора Вальдобб'ядене» (2)       |
| 11  | 1978 (FIGCF)    | «Джоллі Катанья» (1)               |
| 12  | 1979 (FIGCF)    | «Лаціо Любіам» (1)                 |
| 13  | 1980 (FIGCF)    | «Лаціо Любіам» (2)                 |
| 14  | 1981 (FIGCF)    | «Аляска Гелаті Лечче» (1)          |
| 15  | 1982 (FIGCF)    | «Аляска Гелаті Лечче» (2)          |
| 16  | 1983 (FIGCF)    | «Аляска Гелаті Лечче» (3)          |
| 17  | 1984 (FIGCF)    | «Аляска Трані 80» (1)              |
| 18  | 1985 (FIGCF)    | «Санітас Трані 80» (2)             |
| 19  | 1985–86 (FIGCF) | «Деспар Трані 80» (3)              |
| 20  | 1986–87         | «Лаціо КФ» (3)                     |
| 21  | 1987–88         | «Лаціо КФ» (4)                     |
| 22  | 1988–89         | «Джульяно» (1)                     |
| 23  | 1989–90         | «Реджана Рефраттарі Дзамбеллі» (1) |
| 24  | 1990–91         | «Реджана Рефраттарі Дзамбеллі» (2) |
| 25  | 1991–92         | «Мілан 82 Сальваріні» (1)          |
| 26  | 1992–93         | «Реджана Рефраттарі Дзамбеллі» (3) |
| 27  | 1993–94         | «Торрес» (1)                       |
| 28  | 1994–95         | «Аіркарго Альяна» (1)              |
| 29  | 1995–96         | «Верона Гюнтер» (1)                |
| 30  | 1996–97         | «Модена» (1)                       |

| No. | Сезон     | Чемпіон                |
| --- | --------- | ---------------------- |
| 31  | 1997–98   | «Модена» (2)           |
| 32  | 1998–99   | «АКФ Мілан» (4)        |
| 33  | 1999–2000 | «Торрес» (2)           |
| 34  | 2000–01   | «Торрес» (3)           |
| 35  | 2001–02   | «Лука Лайн Лаціо» (5)  |
| 36  | 2002–03   | «Фороні» (Верона) (1)  |
| 37  | 2003–04   | «Фороні» (Верона) (2)  |
| 38  | 2004–05   | «Бардоліно Верона» (1) |
| 39  | 2005–06   | «Ф'яммамонца» (1)      |
| 40  | 2006–07   | «Бордоліно Верона» (2) |
| 41  | 2007–08   | «Бордоліно Верона» (3) |
| 42  | 2008–09   | «Бордоліно Верона» (4) |
| 43  | 2009–10   | «Торрес» (4)           |
| 44  | 2010–11   | «Торрес» (5)           |
| 45  | 2011–12   | «Торрес» (6)           |
| 46  | 2012–13   | «Торрес» (7)           |
| 47  | 2013–14   | «Брешія» (1)           |
| 48  | 2014–15   | «Верона» (5)           |
| 49  | 2015–16   | «Брешія» (2)           |
| 50  | 2016–17   | «Фіорентіна» (1)       |
| 51  | 2017–18   | «Ювентус» (1)          |
| 52  | 2018–19   | «Ювентус» (2)          |
| 53  | 2019–20   | «Ювентус» (3)          |
| 54  | 2020–21   | «Ювентус» (4)          |
| 55  | 2021–22   | «Ювентус» (5)          |
| 56  | 2022–23   | «Рома» (1)             |
| 57  | 2023–24   | «Рома» (2)             |
| 58  | 2024–25   | «Ювентус» (6)          |
| 59  | 2025–26   |                        |
| 60  | 2026–27   |                        |
| 61  | 2027–28   |                        |
| 62  | 2028–29   |                        |
| 63  | 2029–30   |                        |
| 64  | 2030–31   |                        |
| 65  | 2031–32   |                        |